# Oševljek
Oševljek este o localitate din comuna Renče - Vogrsko, Slovenia, cu o populație de 187 de locuitori.